# Dos Torres (Córdoba)
Dos Torres este un oraș din Spania, situat în provincia Cordoba din comunitatea autonomă Andaluzia. Are o populație de 2.592 de locuitori.
1. ↑  Nomenclátor Geográfico de Municipios y Entidades de Población (20240402 edition)